# Panamerikanische Spiele 2015/Radsport

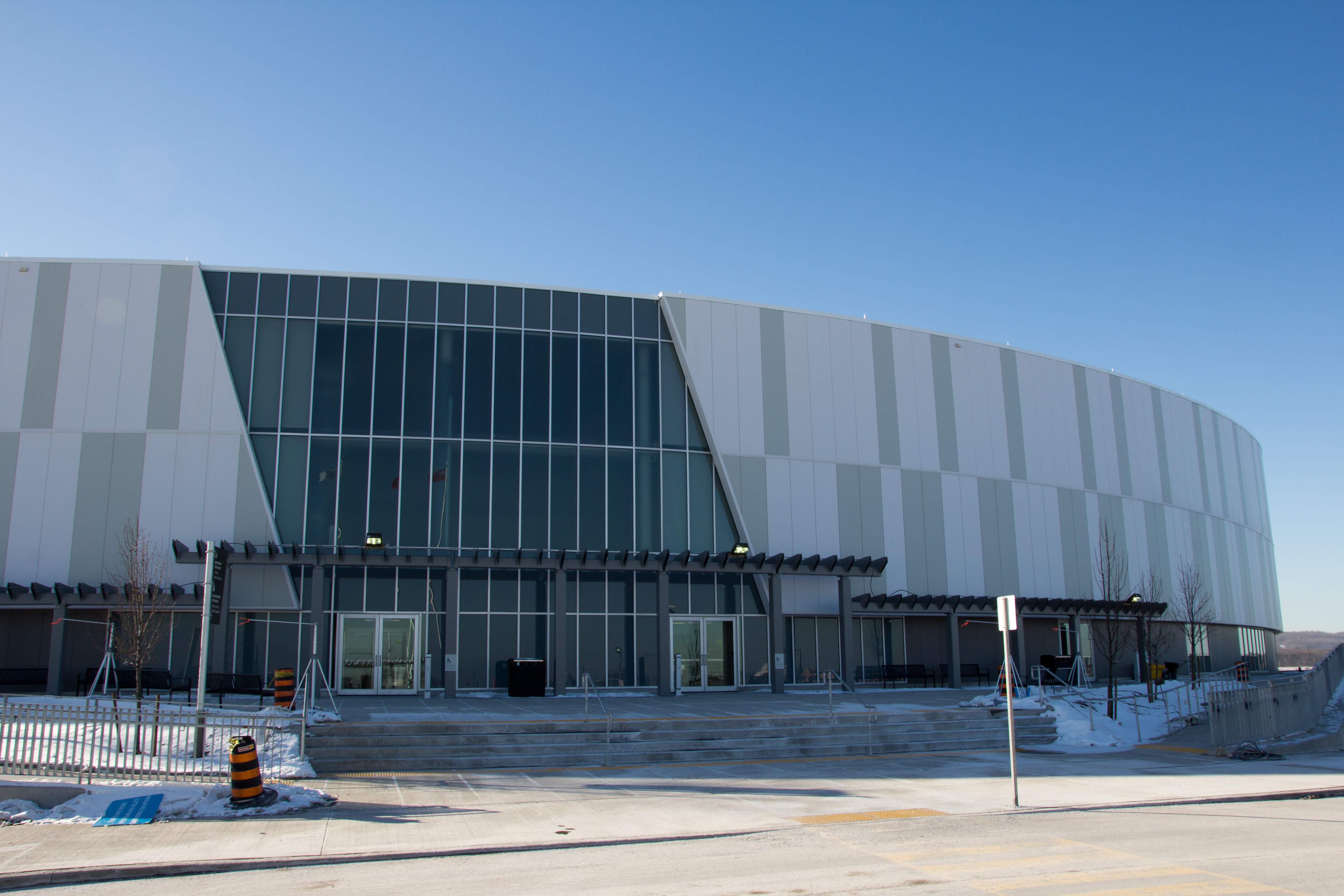
Das Mattamy National Cycling Centre in Milton

Lage der Wettkampfstätten

Die Radsportwettbewerbe bei den Panamerikanischen Spielen 2015 in Toronto wurden zwischen dem 10. und 25. Juli 2015 an vier Wettkampforten ausgetragen. Insgesamt standen 18 verschiedene Wettbewerbe auf dem Programm.
Die BMX-Wettbewerbe fanden im Centennial Park Pan Am BMX Centre statt und die Cross Country-Rennen im Hardwood Ski and Bike in Oro-Medonte. Die Straßenrennen wurden in der Innenstadt von Toronto ausgefahren – Start und Ziel war der Exhibition Place – und die Einzelzeitfahren rund um das Mattamy National Cycling Centre in Milton. Das Velodrom war Austragungsort der Bahnradsportwettbewerbe.
Die kolumbianische Radsportlerin María Luisa Calle wurde nach ihrer Teilnahme an der Mannschaftsverfolgung positiv auf Doping getestet. Daraufhin ging sie nicht an den Start der Einerverfolgung, um ihren Titel zu verteidigen.

## Resultate Bahnradsport

### Sprint
| Platz | Sportler        | Land | Zeit (s)              |
| ----- | --------------- | ---- | --------------------- |
|       | Hugo Barrette   | CAN  | 10,409 (1) 10,709     |
|       | Njisane Phillip | TRI  |                       |
|       | Hersony Canelón | VEN  | 10,922 (1) 10,541 (2) |

| Platz | Sportlerin       | Land | Zeit (s)              |
| ----- | ---------------- | ---- | --------------------- |
|       | Monique Sullivan | CAN  | 11,687 (1) 11,416 (2) |
|       | Kate O’Brien     | CAN  |                       |
|       | Juliana Gaviria  | COL  | 11,792 (1) 11,879 (2) |

### Keirin
| Platz | Sportler        | Land |
| ----- | --------------- | ---- |
|       | Fabián Puerta   | COL  |
|       | Hersony Canelón | VEN  |
|       | Hugo Barrette   | CAN  |

| Platz | Sportlerin       | Land |
| ----- | ---------------- | ---- |
|       | Monique Sullivan | CAN  |
|       | Lisandra Guerra  | CUB  |
|       | Juliana Gaviria  | COL  |

### Teamsprint
| Platz | Sportler                                        | Land | Zeit (s) |
| ----- | ----------------------------------------------- | ---- | -------- |
|       | Hugo Barrette Evan Carey Joseph Veloce          | CAN  | 44,241   |
|       | Hersony Canelón César Marcano Ángel Pulgar      | VEN  | 45,078   |
|       | Flávio Cipriano Kacio Freitas Hugo Vasconcellos | BRA  | 44,769   |

| Platz | Sportlerin                         | Land | Zeit (s) |
| ----- | ---------------------------------- | ---- | -------- |
|       | Kate O’Brien Monique Sullivan      | CAN  | 33,959   |
|       | Lisandra Guerra Marlies Mejías     | CUB  | 34,813   |
|       | Diana Maria García Juliana Gaviria | COL  | 34,663   |

### Mannschaftsverfolgung
| Platz | Sportler                                                            | Land | Zeit (min) |
| ----- | ------------------------------------------------------------------- | ---- | ---------- |
|       | Juan Esteban Arango Arles Castro Fernando Gaviria Jhonatan Restrepo | COL  | 4:03,310   |
|       | Mauro Agostini Maximiliano Richeze Juan Merlos Adrian Richeze       | ARG  | 4:05,429   |
|       | Eric Johnstone Sean MacKinnon Rémi Pelletier Edward Veal            | CAN  | 4:06,005   |

| Platz | Sportlerin                                               | Land | Zeit (min) |
| ----- | -------------------------------------------------------- | ---- | ---------- |
|       | Allison Beveridge Laura Brown Jasmin Glaesser Kirsti Lay | CAN  | 4:19,664   |
|       | Jennifer Valente Sarah Hammer Kelly Catlin Lauren Tamayo | USA  | 4:26,626   |
|       | Sofía Arreola Ingrid Drexel Mayra Rocha Lizbeth Salazar  | MEX  |            |

### Omnium
| Platz | Sportler         | Land | Punkte |
| ----- | ---------------- | ---- | ------ |
|       | Fernando Gaviria | COL  | 245    |
|       | Ignacio Prado    | MEX  | 219    |
|       | Gideoni Monteiro | BRA  | 201    |

| Platz | Sportlerin      | Land | Punkte |
| ----- | --------------- | ---- | ------ |
|       | Sarah Hammer    | USA  | 233    |
|       | Jasmin Glaesser | CAN  | 217    |
|       | Marlies Mejías  | CUB  | 194    |

## Resultate Straßenradsport

### Einzelzeitfahren
| Platz | Sportler       | Land | Zeit (min.) |
| ----- | -------------- | ---- | ----------- |
|       | Hugo Houle     | CAN  | 45:13,48    |
|       | Ignacio Prado  | MEX  | + 1:17,87   |
|       | Sean MacKinnon | CAN  | + 1:37,98   |

| Platz | Sportlerin      | Land | Zeit (min) |
| ----- | --------------- | ---- | ---------- |
|       | Kelly Catlin    | USA  | 26:25,58   |
|       | Jasmin Glaesser | CAN  | + 35,73 s  |
|       | Evelyn García   | ESA  | + 54,66 s  |

### Straßenrennen
| Platz | Sportler         | Land | Zeit (h) |
| ----- | ---------------- | ---- | -------- |
|       | Miguel Ubeto     | VEN  | 3:46,26  |
|       | Eric Marcotte    | USA  | gl. Zeit |
|       | Guillaume Boivin | CAN  | gl. Zeit |

| Platz | Sportlerin        | Land | Zeit      |
| ----- | ----------------- | ---- | --------- |
|       | Jasmin Glaesser   | CAN  | 2:07:17 h |
|       | Marlies Mejías    | CUB  | gl. Zeit  |
|       | Allison Beveridge | CAN  | + 0,34 s  |

## Resultate BMX
| Platz | Sportler      | Land | Zeit (s) |
| ----- | ------------- | ---- | -------- |
|       | Tony Nyhaug   | CAN  | 36,208   |
|       | Alfredo Campo | ECU  | + 0,293  |
|       | Nicholas Long | USA  | + 0,838  |

| Platz | Sportlerin      | Land | Zeit (s) |
| ----- | --------------- | ---- | -------- |
|       | Felicia Stancil | USA  | 41,747   |
|       | Doménica Azuero | ECU  | + 0,301  |
|       | Mariana Diaz    | ARG  | + 0,964  |

## Resultate Cross Country Olympic (XCO)
| Platz | Sportler         | Land | Zeit        |
| ----- | ---------------- | ---- | ----------- |
|       | Raphaël Gagné    | CAN  | 1:31:14 h   |
|       | Catriel Soto     | ARG  | + 0,50 min. |
|       | Stephen Ettinger | VEN  | + 1:48 min. |

| Platz | Sportlerin        | Land | Zeit        |
| ----- | ----------------- | ---- | ----------- |
|       | Emily Batty       | CAN  | 1:27:13 h   |
|       | Catherine Pendrel | CAN  | +0,07 min.  |
|       | Erin Huck         | USA  | + 5,23 min. |

## Medaillenspiegel
| Rang  | Land                | Gold | Silber | Bronze | Gesamt |
| ----- | ------------------- | ---- | ------ | ------ | ------ |
| 1     | Kanada              | 11   | 4      | 5      | 20     |
| 2     | Vereinigte Staaten  | 3    | 2      | 3      | 8      |
| 3     | Kolumbien           | 3    | -      | 3      | 6      |
| 4     | Venezuela           | 1    | 2      | 1      | 4      |
| 5     | Kuba                | -    | 3      | 1      | 4      |
| 6     | Argentinien         | -    | 2      | 1      | 3      |
| 6     | Mexiko              | -    | 2      | 1      | 3      |
| 8     | Ecuador             | -    | 2      | -      | 2      |
| 9     | Trinidad und Tobago | -    | 1      | -      | 1      |
| 10    | Brasilien           | -    | -      | 2      | 2      |
| 10    | El Salvador         | -    | -      | 1      | 1      |
| Total | Total               | 18   | 18     | 18     | 54     |